# Colpotrochia orientalis
Colpotrochia orientalis là một loài tò vò trong họ Ichneumonidae.